# NGC 1754
NGC 1754 (również ESO 56-SC25) – gromada kulista, znajdująca się w gwiazdozbiorze Góry Stołowej, w Wielkim Obłoku Magellana. Odkrył ją John Herschel 12 listopada 1836 roku.